# Globivenus listeroides
Globivenus listeroides är en musselart som först beskrevs av Fischer-Piette och Testud 1967.  Globivenus listeroides ingår i släktet Globivenus och familjen venusmusslor. Inga underarter finns listade i Catalogue of Life.